# پل متحرک
پل متحرک پلی است که تمام یا بخشی از آن را می‌توان حرکت داد تا (معمولاً) به قایق‌ها و کشتی‌ها اجازه عبور بدهد. فایده ساختن پل متحرک، به جای ساختن پلی بلندتر، صرفه‌جویی در هزینه ساخت است. عیب پل متحرک آن است که هنگام حرکت دادن رفت‌وآمد بر روی آن متوقف می‌شود.

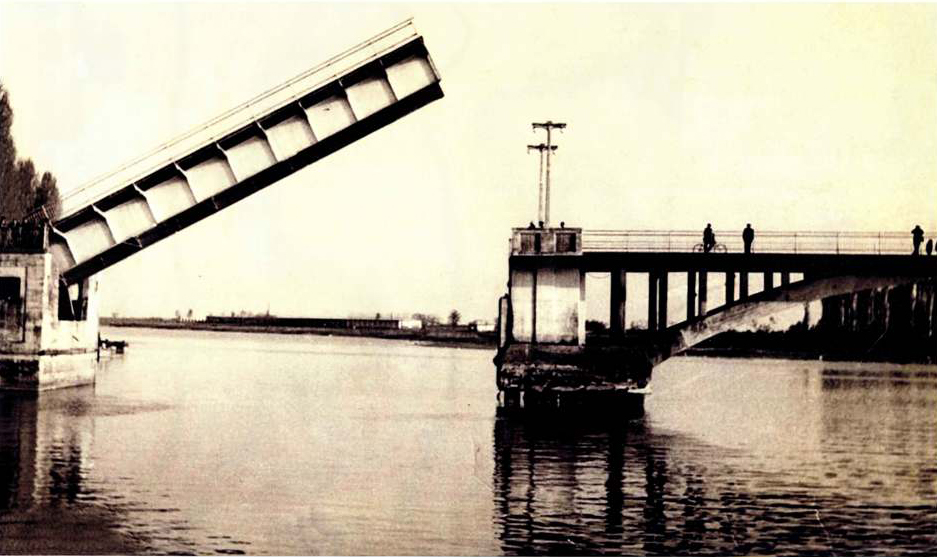
پل متحرک غازیان

اولین پل متحرک ایران، یک دهنه ۲۵ متری از پل پنج دهنه غازیان-بندر انزلی هست که از اواخر تیرماه ۱۳۱۴ خورشیدی تا اوایل تابستان ۱۳۱۶ خورشیدی یعنی مدت ۱۸ ماه ساخته شده در خرداد ماه ۱۳۱۷ مورد استفاده قرارگرفت و روز چهارشنبه هفتم آذر ماه ۱۳۱۸ خورشیدی به‌طور رسمی تحویل گردید. پیش از آن رفت و آمد از انزلی به غازیان با قایق صورت می‌گرفت.

## پل‌های متحرک

پل تاشو
پل بالارونده
پل میزی
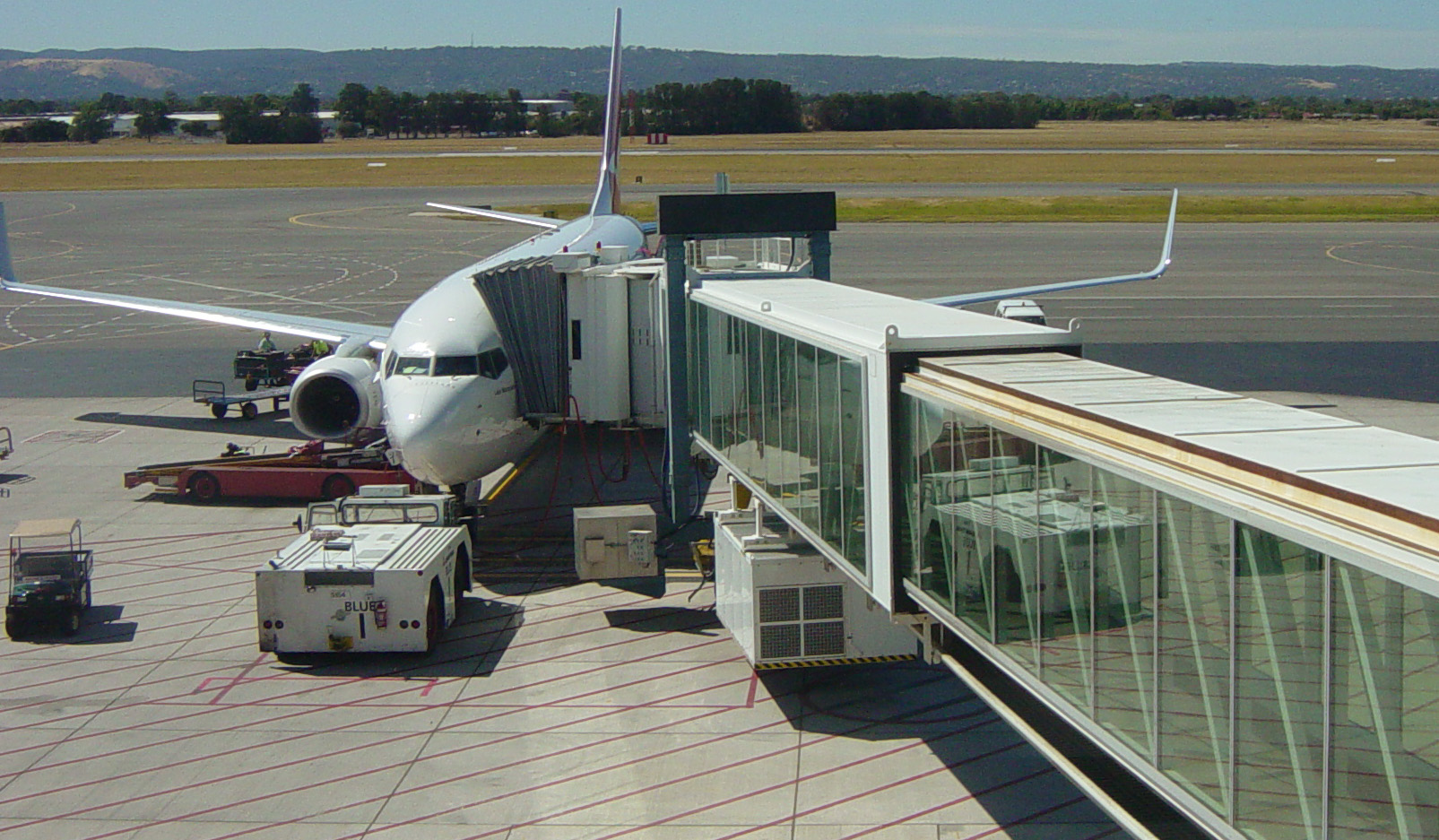